# 2,6-다이메톡시벤조퀴논
2,6-다이메톡시벤조퀴논(영어: 2,6-dimethoxybenzoquinone, 2,6-DMBQ)은 라우볼피아 보미토리아(Rauvolfia vomitoria) 및 티보우키나 풀크라(Tibouchina pulchra)에서 발견되는 벤조퀴논으로 분류되는 화합물이다.

## 독성
생리학적 농도에서 2,6-다이메톡시벤조퀴논은 항균 물질이다. 더 높은 농도에서는 돌연변이, 세포독성, 유전독성, 간독성이 있다는 증거가 있다. 일부 보고서는 2,6-다이메톡시벤조퀴논의 돌연변이 유발성에 이의를 제기했고, 다른 보고서에서는 그러한 가능성을 배제했다.

## 같이 보기
- 다이메톡시벤젠